# IC 458
IC 458 ist eine elliptische Radiogalaxie vom Hubble-Typ E/S0 im Sternbild Luchs am Nordsternhimmel. Sie ist rund 292 Millionen Lichtjahre von der Milchstraße entfernt und hat einen Durchmesser von etwa 75.000 Lichtjahren.

Im selben Himmelsareal befinden sich unter anderem die Galaxien IC 459, IC 460, IC 461, IC 463.
Das Objekt wurde am 31. Januar 1851 vom irischen Astronomen Bindon Blood Stoney, einem Assistenten von William Parsons, entdeckt.